# اوشامامبه، هوکایدو
اوشامامبه، هوکایدو (به لاتین: Oshamambe, Hokkaido) یک منطقهٔ مسکونی در ژاپن است که در Yamakoshi District واقع شده‌است. اوشامامبه  ۶٬۳۰۰ نفر جمعیت دارد.